# Даргинцы
Дарги́нцы (дарг. Дарганти) — дагестанский народ, один из коренных народов Кавказа, исторически проживающий в центральной части Дагестана. Относятся к кавкасионскому типу европеоидной расы. Верующие даргинцы исповедуют ислам суннитского толка шафиитского мазхаба.

## Расселение

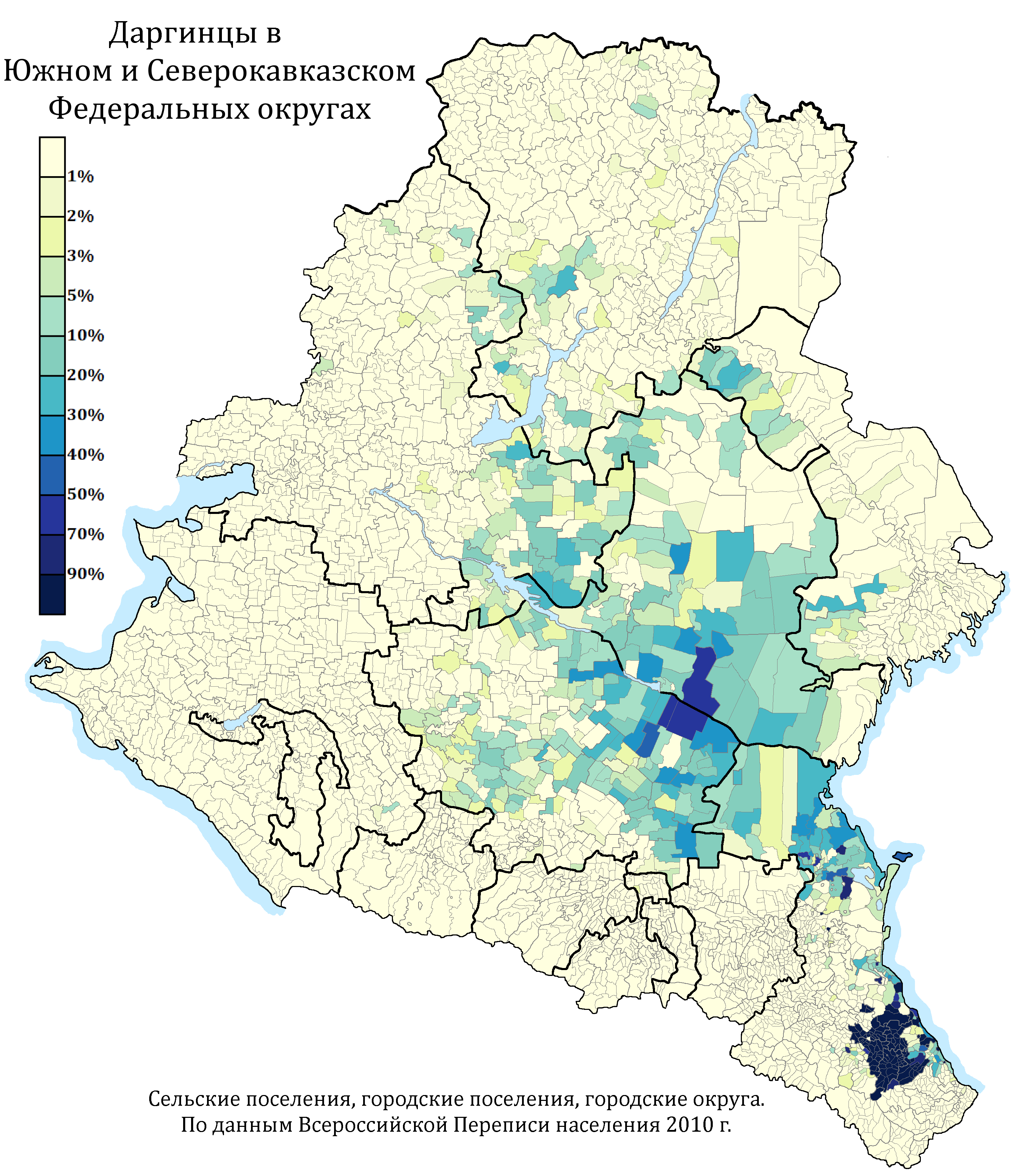
Расселение даргинцев в ЮФО и СКФО по городским и сельским поселениям в %, перепись 2010 г.
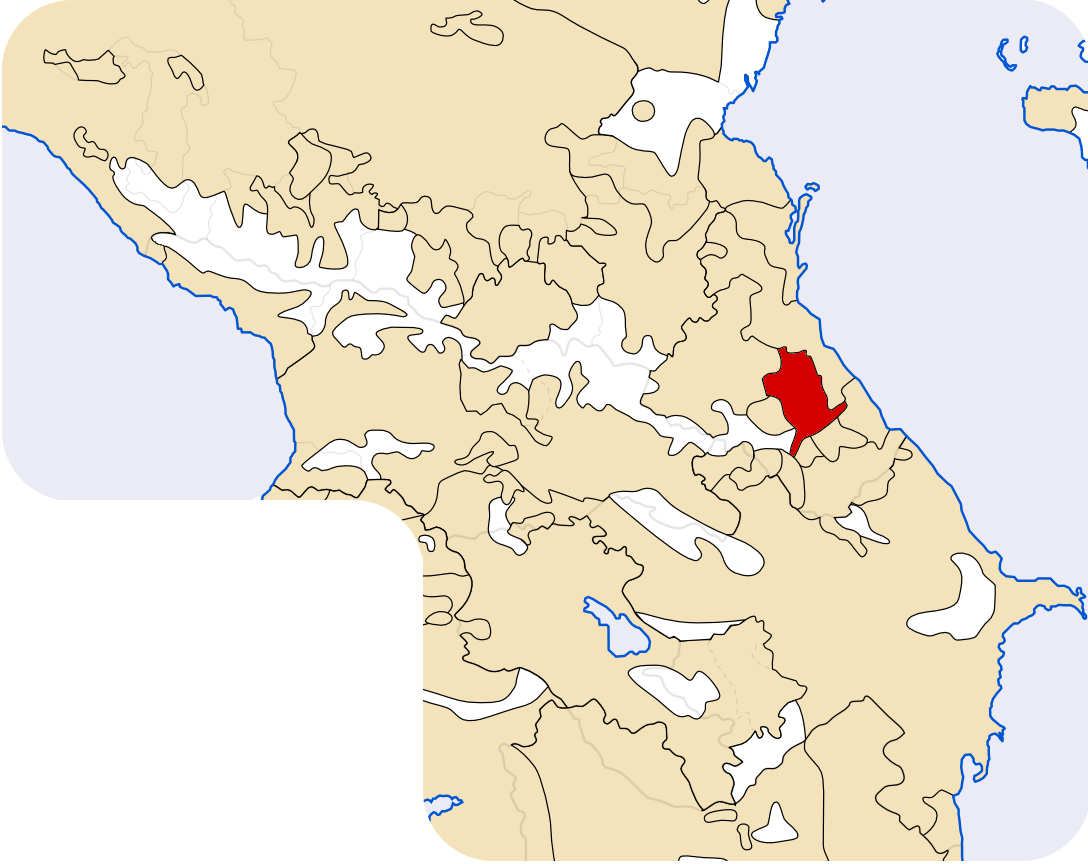
Территория традиционного расселения даргинцев на Кавказе
Процент даргинцев по районам Дагестана (2002)

| Историческая численность, тыс. | Историческая численность, тыс. | Историческая численность, тыс. | Историческая численность, тыс. | Историческая численность, тыс. | Историческая численность, тыс. | Историческая численность, тыс. |
| ------------------------------ | ------------------------------ | ------------------------------ | ------------------------------ | ------------------------------ | ------------------------------ | ------------------------------ |
| 1568                           | 1796                           | 1840                           | 1862                           | 1873                           | 1886                           | 1897                           |
| 50-60                          | 116                            | 90                             | 85                             | 89                             | 123                            | 121                            |
| 1917                           | 1926                           | 1959                           | 1970                           | 1979                           | 1989                           | 2002                           |
| 136                            | 125                            | 158                            | 230                            | 287                            | 365                            | 510                            |

### Дагестан
Даргинцы составляют 17 % населения Республики Дагестан. По Всероссийской переписи населения 2002 года даргинцев насчитывалось 510 тысяч, из которых в Дагестане проживало 426 тысяч человек.
По Всероссийской переписи населения 2010 года в России проживало 589 386 даргинцев, из которых 490 384 в Дагестане, по Всероссийской переписи населения 2021 года — 626 601 человек, в том числе в Дагестане — 521 381 человек.

### Диаспора
| Диаспора                          | 1979   | 1989   | 2002   | 2010   | 2021   |
| --------------------------------- | ------ | ------ | ------ | ------ | ------ |
| Ставропольский край               | 15 939 | 32 740 | 40 218 | 49 302 | 58 785 |
| Ростовская область                |        | 6 179  | 6 735  | 8 304  | 9 397  |
| Калмыкия                          |        | 12 878 | 7 295  | 7 590  | 7 205  |
| Астраханская область              |        | 2 708  | 3 550  | 4 241  | 4 255  |
| Ханты-Мансийский автономный округ | 31     | 714    | 1 956  | 2 735  | 2 955  |
| Москва                            | 319    | 891    | 2 898  | 3 255  | 2 327  |

Даргинцы проживают в разных регионах России. Крупнейшая даргинская община вне Дагестана представлена в Ставропольском крае. Также даргинцы имеют крупные общины в Ростовской области, Калмыкии, Астраханской области, Волгоградской области, Москве и других. Несколько сотен даргинцев проживают в Красноярском крае. Первые даргинцы появились в Красноярском крае в 1930-е годы. Согласно переписи 2002 года, в Красноярском крае проживало 367 даргинцев, из них 32 % в Норильске, 20 % в Красноярске, 20 % в Шарыпово и Шарыповском районе.
Небольшие группы даргинцев проживают и в странах бывшего СССР. Так, на 1959 год в Киргизии проживало 965 даргинцев, а к 1999 году их численность достигла 2704 человека, что составляло 0,1 % населения республики. По оценкам на 2022 год, на Украине проживает 1400 даргинцев. Также даргинцы проживают в Азербайджане и Туркменистане.
Даргинцы, потомки северокавказских мухаджиров времён Кавказской войны — живут в Турции (Ялова, Бурса, Гемлик, Еникёй, Гёксун, Фындыджак и др.) и малочисленно в Сирии (Дейр-Фул).

## Этноним
Дореволюционный исследователь Пётр Услар отмечал, что слово «Дарго» («Даргва») — общее название для нескольких бывших округов таких как: Акуша-Дарго, Уцми-Дарго, Каба-Дарго, Буркун-Дарго и других, которое, «быть может, происходит от „дарг“ — внутренность в противоположность внешнему». В народном представлении самоназвание даргинцев связано с корнем «дарк» или «дарг» — внутренность, нутро. Таким образом, предки даргинцев считали своей отличительной чертой то, что они населяют какую-то «внутреннюю» часть гор, и это должно было отличать их, по-видимому, от жителей каких-то «внешних, наружных» земель. Немецкий лингвист Адольф Дирр писал, что название даргинцы носит прежде всего политический характер.
Профессор Расул Магомедов писал, что «Дарго», «Даргиния» — это территориально-федеративное объединение группы соседних «хуреба», возникшее на основе более ранней этнической общности, но на более высокой ступени.
В сирийской хронике VI века к западу от Каспийских ворот названо 13 племён — авгар, сабир, бургар, алан, куртаргар, авар, хасар, дирмар, сириргур, баграсик, кулас, абдел, ефталит. Исходя из народных преданий, историки Б. Г. Алиев и А. О. Муртазаев предполагают, что указанные в источнике племена «дирмар» и «сириргур» (сюргинцы, сиргинцы), перечисленные в источнике друг за другом — это даргинцы-сюргинцы.
Первым упоминанием более похожим на Дарга, Дарго, историки считают замечание Аль-Гарнати (XII век) о владении «Дархах», кроме этого он отметил закаланов (гуркиланов), которых востоковед Амри Шихсаидов идентифицирует как даргинцев (хюркилинцев).
Этноним упоминается в XIV веке: в записи на полях арабской рукописи говорится о походе Тамерлана на селения Дарга.
Также этноним Даргинцы (Дарга) упоминается в XV веке в комментариях на даргинском языке к арабской рукописи.
В 1404 году даргинцев под названием «туриги» упоминает архиепископ Иоан де Галонифонтибус. В XV веке Дарга упоминается в записях на полях на даргинском языке.
Советский этнограф Борис Заходер, комментируя сведения, переданные арабским писателем аль-Бакри, о Зирихгеране или Кубачи, отмечает, что у этого средневекового государственного образования существует и другое наименование — дайркан, которое, осмысляясь как зарахгаран, может быть расшифровано просто как дарганти, самоназвание даргинцев.
В дореволюционный период даргинцы были известны ещё под названиями: кайтагцы (кара-кайдаки, кайдаки и т. д.), акушинцы и хюркилинцы. Также в издании Минорского отмечалось сходство древнего наименования современного села Акуша, «Ашкуджа» с аккадским названием скифов «Ашгузаи».
В XIX в. соседи называли даргинцев по наиболее известным союзам обществ даргинцев. Так лакцы называют даргинцев не собственно даргинцами, а обозначают их по союзам (ахъушаричу — акушинец, ссюрхlиричу — сюргинец, хайдакъан — кайтагец и тд.) Жители лакского селения Кули и ещё некоторых сёл из за соседства с даргинским обществом Сюрга называют всех даргинцев без различий — Ссюрхlи. В последнее время вслед за кулинцами этот термин для обозначения всего даргинского народа используют и другие лакцы.
Соседние кумыки называли даргинцев «даргилар», что у русских превратилось в даргинцев.

## Генетика
У даргинцев по Y-хромосоме наблюдается значительный процент гаплогруппы J1 характерной для дагестанских народов: 70 % (у лезгин — 44 %, у аварцев — 59 %, у кайтагцев — 85 %, у кубачинцев — 99 %, сверхвысокий процент этой гаплогруппы у кайтагцев и кубачинцев может объясняться генетическим дрейфом); вторая по доле гаплогруппа это R1a, доля которой у даргинцев составляет 24 % (у лезгин 33 %, у черкесов 25 %, у абхазов 22 %, у кайтагцев 3 %, у кубачинцев 0 %); наличие у народов Северного Кавказа гаплогруппы R1а не является результатом исторически недавнего потока генов из Восточной Европы, а образовалось в результате древних миграций, вероятно, из евразийской степи.

## История
Даргинцы аборигенны на своей традиционной территории проживания. Академик В. П. Алексеев писал, что антропологические данные позволяют утверждать, что предки аварцев, андо-цунтинских народов, лакцев и собственно даргинцев были древнейшим населением Горного Дагестана, которые, по-видимому, первыми освоили эту область. Археологические памятники показывают, что современная территория расселения даргинцев была заселена ещё в каменном веке. Как утверждали дореволюционные исследователи, предки даргинцев населяли не только средний, но и равнинный Дагестан. Как отдельный народ Даргинцы сформировались в 1-м тысячелетии до нашей эры в приморской и предгорной зонах от современных Махачкалы до Дербента и в горной части, где они и расселены в настоящее время. С. В. Юшков в результате исследований по древней и средневековой истории Дагестана, писал, что территория по прибрежью и внутрь страны, примерно до современного Буйнакска занималась даргинцами.
Предки даргинцев были частью Кавказской Албании. Даргинцы прошли через такие исторические события как вторжение гуннов, распространение ислама в Дагестане, нашествие монголов, тимуридов, войны с Ираном, Кавказская война, восстание 1877 года, Гражданская война 1917—1919 годов и многое другое.
На территории даргинцев существовали феодальные государства: Кайтагское уцмийство, Шандан, Филан, Ал-Карах, Зирихгеран, Заклан а также вольные общества: Акуша-Дарго, Каба-Дарго, Гуцул-Дарго, Буркун-Дарго, Сюрга, Гапш, Муйра, Ганк, Цудахарское общество, Хамур-Дарго.

## Культура и быт

### Традиционный образ жизни
Основу социальной организации даргинцев составляла сельская община — джамаат состоявшая из кровнородственных объединений — тухумов. Общины образовывали союзы сельских обществ. Большая часть даргинцев входила в Акушинскую конфедерацию, объединявшую союзы общин Акуша, Цудахар, Мекеги, Усиша, Урахи, Муги, временами Сирха и другие.
Такие политические образования даргинцев как Акуша-Дарго, Каба-Дарго, Хамур-Дарго, Уцми-Дарго (Кайтаг-Дарго), Буркун-Дарго, Гуцул-Дарго, Сирха, складывались из «хуреба» (хIуреба), например — Акуша-Дарго состояло из «Ахъушала хIуреба», «ЦIудхърила хIуреба» и других. По происхождению «хуреба» — арабское слово (от слова «гураба»), буквально означающее «пришлые». Объясняется это тем, что из «газиев» — добровольцев («борцов за веру»), стекавшихся во время владычества халифата в Дербент со всех концов исламского мира в Х-XI веков, здесь формировались отряды, ополчения, которые затем распространяли военным образом ислам в прилегающих дагестанских землях. Впоследствии это слово стало уже осознаваться как всякое ополчение людей, исповедующих ислам, как «народ-войско». Таким образом, каждое объединение сёл было способно сформировать общий военный отряд для защиты своих интересов и рассматривалось соседями именно как военно-политическая единица.

### Литература и письменность

Омарла Батырай — основоположник даргинской поэзии

## Геральдика

Флаг Сергокалинского района
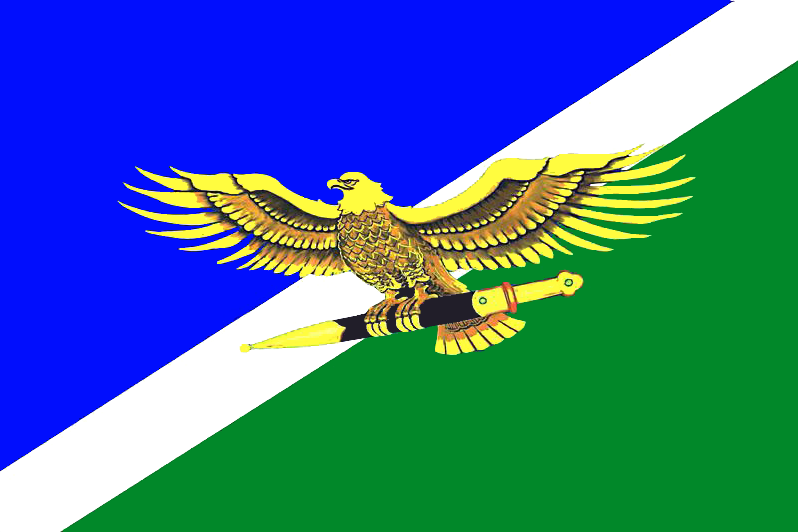
Флаг Дахадаевского района
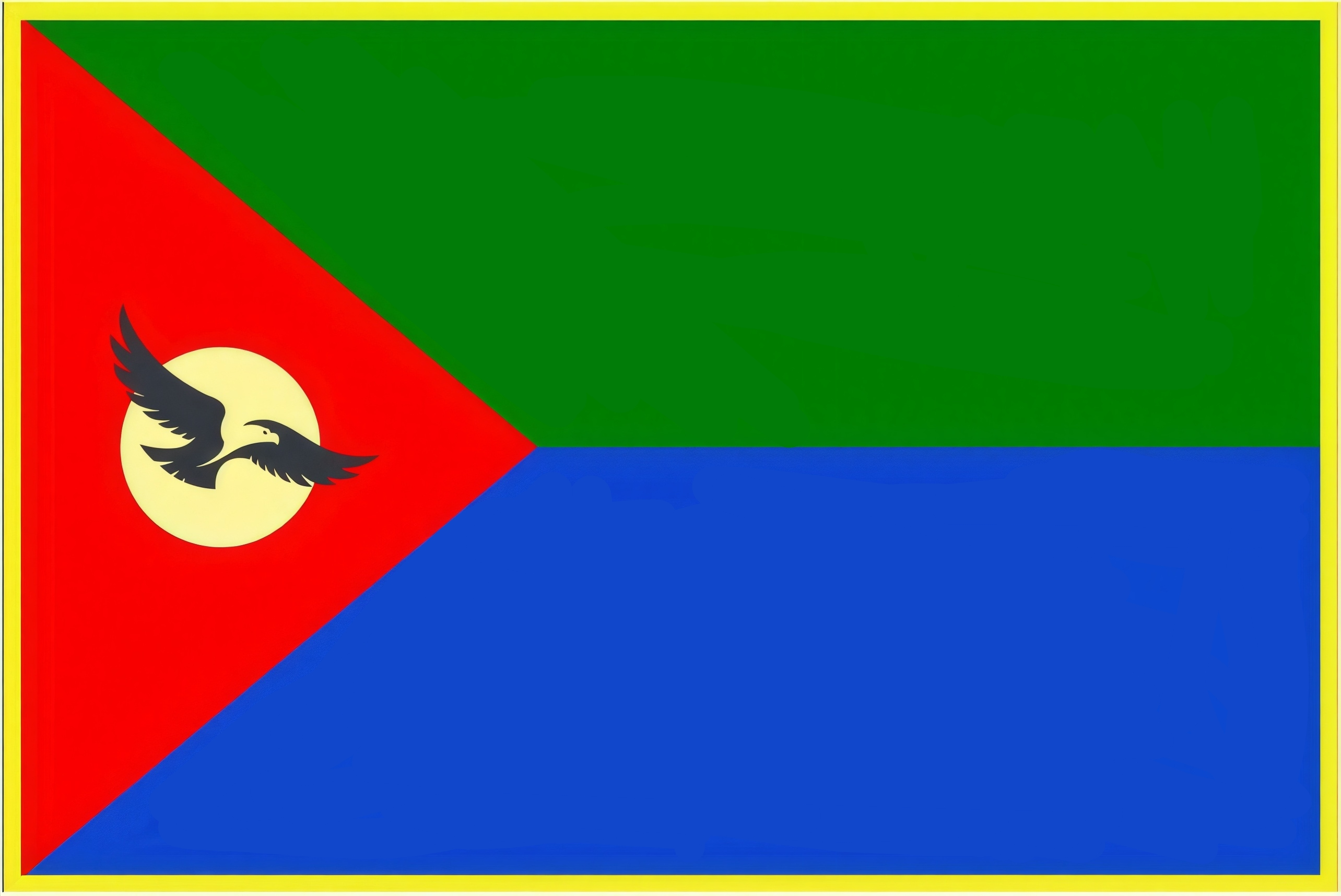
Флаг Кайтагского района